# Полевой (Калининградская область)
Полевой — посёлок в Полесском городском округе Калининградской области. До 2017 года входил в состав Залесовского сельского поселения.

## География
Посёлок Полевой расположен на берегах малой реки под названием Мучная (бассейна Немонина), в 25,5 км по прямой к востоку от районного центра, города Полесска, в 62 км по прямой к востоко-северо-востоку от областного центра, города Калининграда. Ближайший соседний населённый пункт — посёлок Залесье, административный центр упразднённого сельского поселения, непосредственно примыкающий к Полевому с запада.

## История
Населённый пункт относится к исторической области древней Пруссии именем Надровия.
В 1938 году властями гитлеровской Германии Лушнинкен был переименован во Фридриксмюле в рамках кампании по упразднению в Восточной Пруссии топонимики прусско-литовского происхождения.
По итогам Второй Мировой войны Фридрихсмюле вкупе с северной частью Восточной Пруссии передан СССР, в 1946 году был переименован в поселок Полевой.

## Население
| 2002 | 2010 |
| ---- | ---- |
| 23   | →23  |